# Шійлі (кратер)
49°10′30″ пн. ш. 57°50′06″ сх. д. / 49.175° пн. ш. 57.835° сх. д.
Шійлі (Чіулі) — метеоритний кратер діаметром 5,5 км в західному Казахстані.
Він знаходиться приблизно за 320 км на північ від Аральського моря. Передбачається, що падіння метеорита сталося 46 ± 7 млн років тому (еоцен).
Кратер видно на поверхні.